# Sant'Anastasia
Sant'Anastasia est une ville italienne d'environ 26 000 habitants (2022) située dans la ville métropolitaine de Naples, en région Campanie, dans le Sud-Ouest de l'Italie.

## Géographie
Sant'Anastasia borde et grimpe sur le Vésuve au Nord-Ouest, et avec douze autres municipalités de la ville de Naples, fait partie du Parc national du Vésuve. 
Elle est limitrophe des municipalités de Casalnuovo di Napoli, Ercolano, Pollena Trocchia, Pomigliano d'Arco, Somma Vesuviana. 
Son centre se trouve à 11 km à l'est de celui de Naples, et à 16 km au nord-ouest de celui de Pompei, exactement de l'autre côté du volcan.
La superficie de la commune est de plus de 18 km2 et s'étend sur une altitude allant de 30 à 1 000 mètres.

## Histoire
La région est habitée depuis des temps immémoriaux, d'abord par des tribus nomades qui campaient en ces endroits, et vivaient de la chasse. À l'Âge du bronze la région est balayée par une éruption nommée Pomici di Avellino.
Avant l'éruption de 79, la zone est une riche terre agricole, possédant de nombreuses fermes et centres commerciaux.
Le lieu est mentionné pour la première fois par Cicéron dans son De Officiis, et par Valerius Maximus dans Souvenirs, se référant au différend entre Neapolis et Nola pour la possession de ces terres. La querelle se termina lorsque ce territoire fut soumis à l'administration directe de Rome. Pour cette raison, la région prit le nom générique de Campus Romanus. Après la Guerre sociale, le territoire fut définitivement affecté à l'administration de Nola, et devint un lieu de villégiature pour les plus importantes familles romaines, comme en témoignent de nombreux vestiges de villas. Le nom de la communauté ferait référence à celui d'une dame ayant vécu là au Ier siècle av. J.-C., mais cela est très flou.
Rien ne démarque l'Histoire de Sant'Anastasia des autres municipalités de la région, et il nous faut faire un bond à travers les âges, jusqu'en 1592, où elle fait partie du fief d'un certain Don Ferrante di Cardona, contre qui elle s'oppose dans une révolte sanglante, puis est ensuite vendue au vice-roi de Naples.

## Administration
| Période                                  | Période  | Identité         | Étiquette            | Qualité |
| ---------------------------------------- | -------- | ---------------- | -------------------- | ------- |
| 2007                                     | En cours | Carmine Esposito | Popolo delle Libertà |         |
| Les données manquantes sont à compléter. |          |                  |                      |         |

### Hameaux
Madonna dell'Arco, Romani, Ponte di Ferro, Starza.

### Communes limitrophes
Casalnuovo di Napoli, Ercolano, Pollena Trocchia, Pomigliano d'Arco, Somma Vesuviana.

## Traditions
Chaque année, le lundi de Pâques, se déroule à Sant'Anastasia, depuis plus de cinq siècles, dans le hameau de Madonna dell'Arco, une procession très particulière qui commémore le miracle qui s'est produit en 1450 en ce même lieu. Les pèlerins, que l'on appelle les battenti, se mettent en route au milieu de la nuit, venant de toute la région de Naples. Vêtus de blanc, portant une ceinture rouge autour de la taille et une écharpe bleue en bandoulière, aux couleurs de la Madone, ils répètent un rituel ancien en l'honneur de la Madone de l'Arc. Certains marchent pieds nus, d’autres chaussés, pour rejoindre le sanctuaire.
L'origine de cette tradition remonte au milieu du XVe siècle, mais ce culte a vraisemblablement ses racines dans les cultures méditerranéennes de l'Antiquité. Hystérie, transe, danse, course rappellent en effet le culte à Dionysos et l'Église n'apprécie guère cette forme de dévotion pour le moins extraordinaire, et tente tant bien que mal de contrôler cette manifestation de ferveur populaire à défaut de pouvoir l'empêcher. Une fête en l'honneur de la Vierge avait lieu chaque année dans ce village, et les habitants organisaient à cette occasion un jeu qui consistait à envoyer la balle le plus loin possible avec une batte de bois. L'un des perdants, fou de rage, prit la balle et la lança en direction d'une peinture de la Vierge, frappant la joue de la mère du Christ, qui rougit aussitôt et se mit à saigner. Les témoins de la scène furent frappés de stupeur et il fut décidé d'organiser tous les ans une procession à la fois pour réparer ce geste sacrilège et pour commémorer ce « miracle ».
De nos jours, ce sont près de 150 000 personnes qui accomplissent ce pèlerinage, et c'est un flot ininterrompu de pèlerins venus de toute la Campanie qui pénètrent dans l'église du sanctuaire pour venir se recueillir quelques instants, devant une statue de Marie, parcourant l'allée centrale debout, à genoux, ou rampant sur le ventre, dans un silence impressionnant, parfois rompu par des pleurs ou des cris, avec l'espoir d'obtenir la réalisation d'un vœu en contrepartie de cet acte de dévotion sincère : « Madonna dell'Arco, se non sono sincero, fa che io morio. » Tout cela n'est pas exempt de superstition : les pèlerins, après avoir contourné la statue pour sortir passent un mouchoir sur le dos de la Madone pour prendre un peu de sa « sueur » et s'en recouvrir le visage ! 